# 塞阿拉
塞阿拉是巴西圣卡塔琳娜州的一个市镇。总面积312.54平方公里，总人口17121人，人口密度54.8人/平方公里。